# Rhaphuma moerens
Rhaphuma moerens är en skalbaggsart som beskrevs av Holzschuh 1983. Rhaphuma moerens ingår i släktet Rhaphuma och familjen långhorningar.
Artens utbredningsområde är Nepal. Inga underarter finns listade i Catalogue of Life.